# 5702 Морандо
5702 Морандо (5702 Morando) — астероїд головного поясу, відкритий 16 березня 1931 року.
Тіссеранів параметр щодо Юпітера — 3,603.